# تسفي سيغال
تسفي سيغال هو سياسي إسرائيلي، ولد في 1901 في ملافا في بولندا، وتوفي في 1965 في تل أبيب في إسرائيل.